# عمر سالادو
عمر سالادو (بالإسبانية: Omar Salado)‏ مواليد 15 فبراير 1980 في أكابولكو، ولاية غيريرو، المكسيك، هو ملاكم محترف مكسيكي يصنف ضمن فئة وزن الذبابة.

## إحصائيات
خاض خلال مسيرته 35 نزالا، فاز في 24 وتعادل في 2 وخسر في 9. فاز بالضربة القاضية في 13 نزالا.

## روابط خارجية
- عمر سالادو على موقع بوكس ريك (الإنجليزية) (registration required)